# Idea

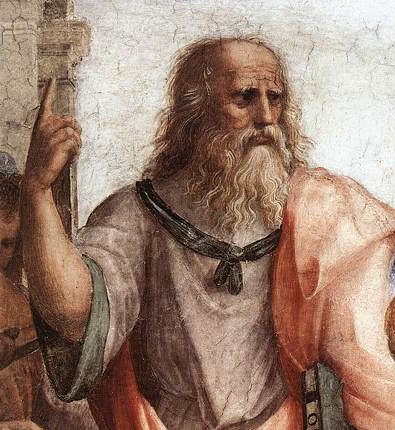
Ritratto di Platone, in un particolare della Scuola di Atene, indicante il cielo iperuranico, sede delle idee (Raffaello, Musei Vaticani, Città del Vaticano)

Idea (dal greco antico ἰδέα, dal tema di ἰδεῖν, vedere) è un termine usato sin dagli albori della filosofia, indicante in origine un'essenza primordiale e sostanziale, ma che oggi ha assunto nel linguaggio comune un significato più ristretto, riferibile in genere a una rappresentazione o un "disegno" della mente.

## Platone

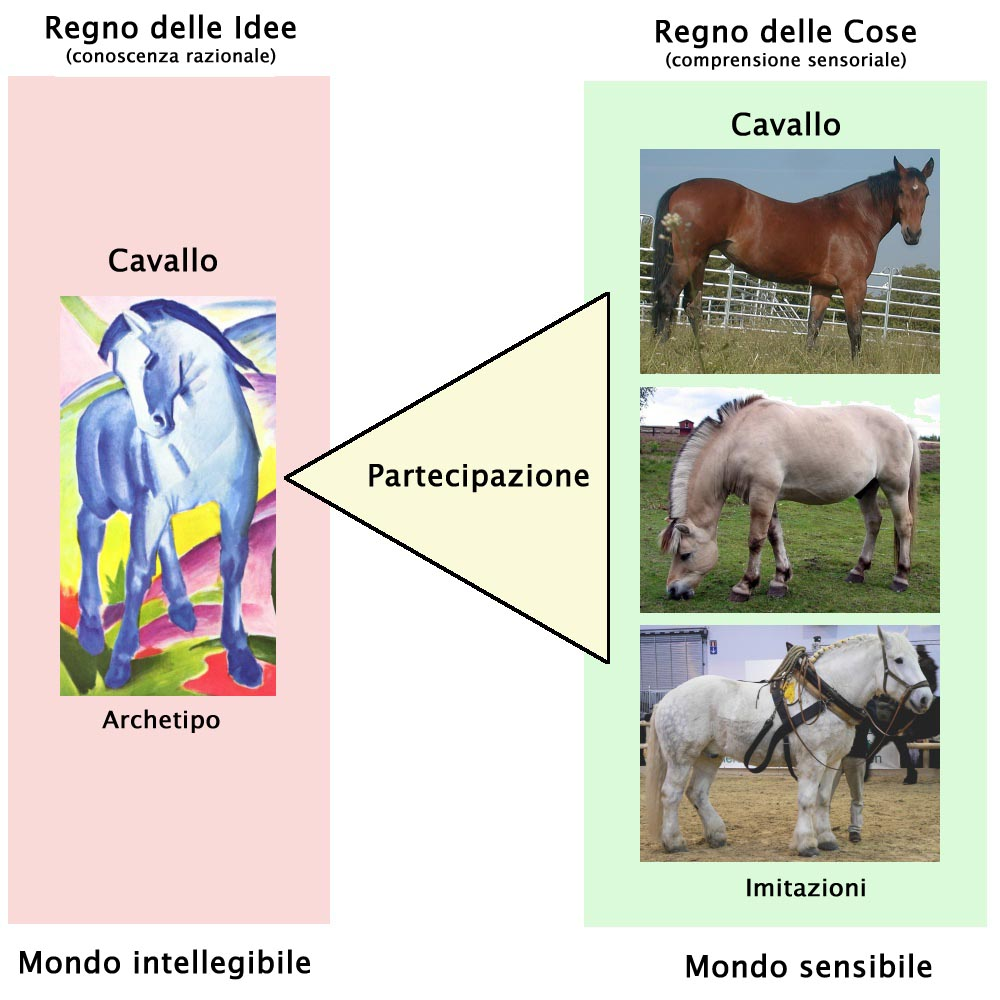
Schema concettuale dell'idea universale di Cavallo, di cui sono partecipi i singoli cavalli particolari.

Platone è il primo a fare dell'"idea" il perno del suo sistema filosofico, ponendo le basi di tutta la storia della filosofia occidentale. Bisogna intendere però l'idea platonica non come "concetto" bensì come "forma" e difatti Platone utilizza indifferentemente i termini idea, eidos ed ousìa ad indicare la forma comune di tutti i concetti. L'idea platonica sottintende un'uniformità naturale, in cui alle diverse manifestazioni degli oggetti fa capo un'unica forma pura, o "idea", che le accomuna tutte, in maniera simile a un modello o un archetipo. L'idea platonica è quindi trascendente, immateriale, universale e reale. Platone colloca tutte le "idee" in un mondo distinto, il mondo "iperuranio" (dal greco ὑπέρ "oltre" e οὐρανός "cielo"), da cui sgorgano come da una fonte per poi arrivare alla coscienza dell'umanità.
Per Platone le idee hanno queste due caratteristiche:
- Esse sono il fondamento ontologico della realtà: costituiscono cioè il motivo che fa essere il mondo, sono le “forme” con cui il Demiurgo lo ha plasmato.[8]
- Come conseguenza del primo punto, le idee sono anche il fondamento gnoseologico della realtà: esse sono la causa che ci permette di pensare il mondo, costituiscono cioè il presupposto della conoscenza umana.[8]

Nelle idee consiste pertanto l'unione immediata di essere e pensiero che era stata enunciata la prima volta da Parmenide. Trovandosi tuttavia a dover conciliare la staticità di Parmenide col divenire di Eraclito, Platone le concepisce gerarchicamente, da un minimo fino a un massimo di essere, per rendere ragione della molteplicità del mondo. In cima a tutte sta l'idea del Bene, quella che possiede più propriamente l'Essere. Platone attribuiva infatti alle Idee una terza caratteristica:
- Esse sono un valore, in maniera simile al significato odierno di "ideale" o principio morale.[9] Le idee sono il modello assoluto di riferimento per una vita giusta e saggia. E questo vale non solo in ambito etico, ma anche in quello estetico, poiché esse rappresentano la qualità somma di ogni oggetto terreno.[10] Mentre nel mondo sensibile queste qualità sussistono solo come predicati o attributi delle singole realtà (per cui ad esempio si considera “bello” un quadro, “vero” un enunciato, “buona” una condotta), nel mondo iperuranio le idee costituiscono il Vero in sé, il Buono in sé, il Bello in sé, di cui quelle realtà sono semplici partecipazioni.[11] Via via che si sale nella gerarchia, ad ogni aumento di essere corrisponde un aumento di valore. Le idee iperuraniche sono cause formali e esemplari, non efficienti delle idee sensibili.[12]

Poiché le idee sono anche il fine e la destinazione di ogni entità empirica, compito della filosofia è risalire dai dati sensibili fino alle idee, che si trovano ad un livello trascendente rispetto a quelli, nel senso che superano le loro particolarità transitorie e relative. Le idee infatti sono la realtà compiuta, l'essere in sé e per sé, e sono perciò assolute, perché sussistono autonomamente e indipendentemente dagli oggetti del mondo fenomenico; questi ultimi invece esistono solo "in relazione" alle idee, e sono pertanto relativi, essendo mescolati al non-essere.
Strumento di elevazione è la dialettica, che permettendo il raffronto tra realtà diverse, rende possibile il sapere (che delle idee è emanazione). Così ad esempio bianco e nero rimangono termini contrapposti e molteplici sul piano sensibile; tuttavia, è solo cogliendo questa differenza di termini che si può risalire al loro fondamento e comune denominatore, cioè l'Idea di Colore. Non si può infatti avere coscienza del bianco senza conoscere il nero. L'Idea resta comunque al di sopra della dialettica stessa, perché può essere colta solo con un atto di intuizione: non è dimostrabile logicamente, né è ricavabile dall'esperienza. Quest'ultima svolge tuttavia una funzione importante, che è quella di risvegliare la reminiscenza (o ricordo) delle idee, le quali infatti si trovano già all'interno dell'anima, e sono perciò innate. L'uomo non le cercherebbe con tanto desiderio se non le avesse già viste con gli occhi dell'anima, prima di nascere; le idee platoniche costituiscono quindi un sapere interiore, corrispettivo sotto molti aspetti del daimon socratico.

## L'aristotelismo
Attraverso il cosiddetto «argomento del terzo uomo», con cui metteva in discussione la trascendenza delle idee rispetto alla realtà sensibile, Aristotele muoverà un'obiezione nei confronti della dottrina platonica che, nei fatti, «si riduce ad escludere una soverchia separazione tra le idee e gli enti reali». Ciò condurrà ad una differenza tra la concezione gnoseologica di Platone e quella aristotelica, per la quale non esistono idee innate nell'intelletto: quest'ultimo rimane vuoto se prima non percepisce qualcosa attraverso i sensi.

## Plotino e il neoplatonismo
Plotino e i neoplatonici ripresero, in forme più o meno simili, la concezione dell'Idea che era stata formulata da Platone, integrandola con gli apporti dell'aristotelismo. Plotino fece così delle Idee la seconda ipostasi del processo di emanazione dall'Uno, chiamandola Intelletto, da lui concepito aristotelicamente come un riflessivo "pensiero di pensiero". Ma l'originalità di Plotino rispetto ad Aristotele sta proprio nel collocare in esso le idee platoniche: in tal modo, egli sottrae l'Intelletto all'apparente astrattezza aristotelica, dandogli un contenuto e rendendolo più articolato. Le idee platoniche così concepite, ovvero come infinite sfaccettature dell'unico Intelletto, vanno quindi a costituire il principium individuationis degli individui, poiché Plotino le considera non solo trascendenti, ma anche immanenti, in quanto vengono veicolate dall'Anima in ogni elemento del mondo sensibile: esse diventano la forza che "plasma" gli organismi dall'interno secondo un fine prestabilito, la ragione del loro costituirsi (in maniera simile ai caratteri genetici). Plotino si avvicina in tal modo al concetto di entelechia aristotelica, o al Logos dello stoicismo.
Anche Agostino riprese la concezione neoplatonica delle idee, sottolineando che esse non erano in contrasto con la dottrina cristiana, ma anzi le si adattavano perfettamente. Da un lato, rifacendosi al pensiero biblico, egli affermò che Dio aveva creato il mondo dal nulla, dall'altro però, prima di creare il mondo, le idee esistevano già nella Sua mente. Le idee platoniche quindi erano in Dio, e in tal modo Agostino poté conciliare la creazione cristiana con le idee eterne.
Le idee mantengono in Agostino la loro duplice caratteristica di causa essendi e causa cognoscendi, ovvero la "causa" per cui il mondo risulta fatto così, e grazie a cui possiamo conoscerlo. In esse pertanto si trova anche il fondamento soggettivo del nostro pensare: per i neoplatonici il pensiero non è un fatto, un concetto collocabile in una dimensione temporale, ma un atto fuori dal tempo. Il pensiero pensato, posto cioè in maniera quantificabile e finita, è per essi un'illusione e un inganno, perché nel pensare una qualunque realtà sensibile, questa non si pone come un semplice oggetto, ma è in realtà soggetto che si rende presente al pensiero, quindi un'entità viva. In altri termini, la caratteristica principale del pensiero è quella di possedere la mente, non di esserne posseduto, e comporta dunque il rapimento della coscienza da parte del suo stesso oggetto: l'idea.

## Cartesio, Spinoza, Leibniz
Con Cartesio, invece, l'idea viene a perdere il suo carattere ontologico, in favore di quello gnoseologico. Si può meglio comprendere la posizione di Cartesio raffrontandola con quella neoplatonica: per quest'ultima, pensare l'idea significava “essere” nell'idea; per Cartesio, invece, pensare l'idea significa “avere” delle idee.
In tal modo l'idea viene ridotta ad un semplice contenuto della mente: non è più qualcosa da cui si viene posseduti, ma qualcosa che si possiede. Pur rifacendosi all'innatismo platonico, Cartesio considera “idea” soltanto ciò che può essere riconosciuto come “chiaro ed evidente” dalla ragione, in virtù della sua valenza oggettiva. Essa è l'elemento su cui la ragione esercita il metodo conoscitivo del cogito ergo sum.
Mentre l'Idea cartesiana restava slegata dalla dimensione ontologica, Spinoza cercò di ricostruire un sistema coerente in cui vi fosse corrispondenza tra realtà e idee, ovvero tra forme dell'essere e forme del pensiero. Leibniz per parte sua criticò Cartesio, affermando che le idee non sono solo quelle di cui si ha una coscienza chiara e distinta, ma che esistono anche idee inconsce, da cui il nostro pensiero viene mosso e attivato.

## L'empirismo
Ma oramai con Cartesio, e poi soprattutto con gli empiristi, ci si era avvicinati al concetto odierno di “idea”. Anche per l'empirismo infatti, in maniera simile a Cartesio (sebbene questi partisse da una prospettiva opposta), le idee sono dei contenuti della mente, delle rappresentazioni di oggetti. Locke concepisce le idee come il riflesso delle impressioni prodotte dal contatto sensibile con gli oggetti: sono dunque il risultato di un processo essenzialmente meccanico. La prospettiva platonica risulta così rovesciata, non essendo le idee all'origine della sensazione, bensì il contrario. Locke assimila la mente umana a una tabula rasa nel momento della nascita, affermando che le idee non sono innate, e che nessun intelletto sarebbe in grado di partorirle a prescindere dall'esperienza.
David Hume analizzò ulteriormente il processo empirico che porterebbe a produrre delle idee: dopo le sensazioni (che si trovano a un primo livello) egli distinse due tipi di percezioni: 
- le impressioni immediate e vivaci che il dato sensibile produce nella coscienza;
- e appunto le idee, che di quei dati sono la copia sbiadita, e sulle quali si esercita la memoria.[29]

Hume affermò che non solo gli oggetti percepiti, ma anche il soggetto conoscente si riduce ad un insieme di impressioni e di idee opache. A differenza di Berkeley, secondo cui l'unica realtà esistente erano le idee create dalla percezione del soggetto, in Hume viene a cadere anche il principio soggettivo stesso sul quale fondare l'oggettività, e con lui si aprì così la via allo scetticismo.

## Kant
Kant si propose di correggere Hume, affermando che le idee non vengono dall'esperienza, ma nascono dall'attività critica dell'io. Rifacendosi al termine "idea", Kant intendeva però distinguere i concetti dell'intelletto (o categorie) dai concetti della ragione (appunto le idee); diversamente da Platone, dunque, le idee kantiane si trovano nella ragione e non nell'intelletto. L'idea così concepita consiste nel collegamento che la ragione opera tra più concetti, per cui conoscere significa collegare: ad esempio, è d'uso ancora oggi l'espressione "farsi un'idea" di qualcuno o qualcosa, sulla base di più nozioni connesse insieme.

Mentre tuttavia le categorie sono costitutive dell'esperienza sensibile, le idee hanno soltanto una funzione regolativa, nel senso che guidano l'esperienza, dandole un senso e un fine. Le idee infatti rappresentano per Kant i tre grandi ideali razionali: quello psicologico (lo studio dell'anima), quello cosmologico (lo studio del mondo), e quello teologico (lo studio di Dio).
Pur non trovando riscontro nella realtà fenomenica, si tratta di idee trascendentali che sul piano della pura ragione servono a spronare la conoscenza, mentre sul piano etico ed estetico recuperano in un certo senso le caratteristiche platoniche, rendendo possibile il finalismo della moralità e del bello.

## L'idealismo tedesco
Dopo Kant, l'idea si presenta nell'accezione di “idealismo”, a indicare una concezione filosofica che presuppone la supremazia dell'idea o del pensiero sulla realtà. Mentre in Kant le idee non avevano ancora una realtà ontologica, essendo soltanto degli ideali, sarà con l'idealismo tedesco che si avrà una vera formulazione in tal senso: ritorna così la concezione platonica che faceva dell'idea il fondamento non solo gnoseologico, ma anche ontologico del mondo.
Fichte rimane su una posizione più fedele al criticismo kantiano; pur facendo dell'Io la realtà assoluta, esso trascende il mondo fenomenico, e rimane quindi irraggiungibile. Per vie diverse, anche Schelling concepisce l'Assoluto come trascendente, intuibile solo nell'unione immediata di Spirito e Natura (che corrispondono in linea generale ai concetti neoplatonici di essere e pensiero).

## Hegel
Per Hegel invece, a differenza di Platone, l'Idea non è trascendente, bensì immanente alla logica, essendo il risultato di un processo dialettico. Essa non è più l'unione immediata di essere e pensiero, ma è il prodotto di una mediazione: è l'oggetto su cui il pensiero giunge a dedurre tutta la realtà. Mentre nella filosofia classica l'Idea era l'origine assoluta di tutto, principio primo in sé e per sé (che si giustificava da solo), nel sistema hegeliano essa deve essere giustificata sulla base del rapporto dialettico che instaura col suo contrario. In tal modo Hegel sovvertì la logica di non contraddizione, facendo coincidere ogni principio col suo opposto. L'Idea non viene colta a livello intellettivo, ma è un prodotto della ragione, un processo in divenire che si articola in tre momenti:
- Al livello della tesi, l'idea è soltanto in sé, come totalità puramente logica, cioè un assoluto inteso come semplice concetto;
- poiché secondo Hegel un'idea siffatta sarebbe irrazionale, essa ha bisogno del suo contrario (antitesi), estraniandosi nel tempo e nello spazio come "natura" allo scopo di darsi una realtà effettuale, diventando per sé;
- il terzo momento, quello della sintesi, è il ritorno a sé dell'idea, che acquista coscienza di sé stessa e comprende di coincidere con la realtà assoluta; giunge così ad essere in sé e per sé, cioè Spirito.[36]

## Schopenhauer
Schopenhauer criticò l'idea hegeliana, affermando che essa non è espressione di una razionalità compiuta, ma discende da una Volontà superiore che non riesce mai a razionalizzarsi completamente, ed è perciò soggetta al dolore e alla sofferenza. Schopenhauer resta fedele alla concezione neoplatonica (più che platonica) dell'idea, come principio universale che si oggettiva nelle forme della natura organica e inorganica, e che può essere colto solo elevandosi al di sopra della ragione dialettica.

## L'idea al giorno d'oggi
Oggi il significato del termine idea si è progressivamente ridimensionato ad una connotazione psicologica, che la riduce a semplice contenuto della mente.
Secondo alcune definizioni già viste a proposito dell'empirismo, l'idea viene intesa come la raffigurazione che la mente comporrebbe per il riconoscimento degli elementi appresi dall'esperienza, e alla cui combinazione si affiancherebbe la funzione di elaborazione progettuale. In particolare, secondo Konrad Lorenz, scienziato-filosofo e fondatore dell'etologia moderna, le idee sarebbero avulse da un contenuto di verità, essendo concepite soltanto come il prodotto delle nostre categorie mentali derivanti filogeneticamente dall'evoluzione della specie, e perciò rivelatesi utili alla vita.
Questa visione filosofica è contrastata da coloro che si rifanno ad esempio al tomismo scolastico, come Maritain o Gilson, sia pure proponendo forme diverse di realismo. Nella corrente esoterica nota come antroposofia, il suo fondatore Rudolf Steiner considera sana la convinzione della Scolastica che le idee appartengano alla realtà, come la materia e le forze operanti nello spazio; non sana invece la presunzione che esse provengano da un Dio inconoscibile extra-mondano. Le idee per Steiner operano nelle leggi della natura, quali suoi intenti, manifestandosi però solo attraverso cause ed effetti sensibili: solo nell'uomo diventano percepibili le idee stesse, come «causa» della sua volontà d'azione. In questo agire dell'Idea, quando cioè non si esprime in una necessità naturale, bensì appare determinata nient'altro che da se stessa, risiede per Steiner la libertà umana.